# Xã Meramec, Quận St. Louis, Missouri
Xã Meramec (tiếng Anh: Meramec Township) là một xã thuộc quận St. Louis, tiểu bang Missouri, Hoa Kỳ. Năm 2010, dân số của xã này là 39.731 người.